# Xuân Hinh
Xuân Hinh (tên đầy đủ là: Bùi Xuân Hinh, sinh ngày 8 tháng 4 năm 1960) là một nam diễn viên, nghệ sĩ hài kiêm nghệ sĩ chèo cổ người Việt Nam. Là một nghệ sĩ đa tài, ông có thể hát các loại nhạc truyền thống như chèo, xẩm, quan họ, cải lương và chầu văn. Được giới truyền thông cũng như đồng nghiệp gọi là “Vua hề chèo” nói riêng và "Vua hài đất Bắc" nói chung, ông cũng được công chúng gọi với cái tên thân thuộc "Kẻ chọc cười dân dã".

## Tiểu sử
Xuân Hinh sinh ngày 8 tháng 4 năm 1960 tại thôn Yên Việt, xã Đông Cứu, tỉnh Bắc Ninh. Xuân Hinh có bố làm giáo viên còn mẹ làm nội trợ. Hiện tại ông sống cùng gia đình ở Hà Nội. Nhà nghèo, con đông (ông là một trong 7 anh chị em), nên tuổi thơ của Xuân Hinh nếm trải nhiều khó khăn, vất vả. Năm 17 tuổi, lúc ở trường cuộc sống khó khăn, sau khi chứng kiến sự cơ cực, vất vả của mẹ mình, Xuân Hinh chấp nhận làm mọi công việc để phụ giúp gia đình. Từ làm thuê làm mướn đến đi buôn, buôn cả những cái hạ đẳng nhất của xã hội.

## Sự nghiệp
Năm 1977, khi đang học phổ thông, Xuân Hinh trúng tuyển vào Đoàn Dân ca Quan họ Bắc Ninh (nay là Nhà hát Dân ca Quan họ Bắc Ninh). Hơn 6 năm gắn bó với Đoàn dân ca ở quê nhà, đến năm 1983, Xuân Hinh lại thích bộ môn nghệ thuật Chèo. Ông đăng ký thi vào Trường Đại học Sân khấu và Điện ảnh Hà Nội và đã trúng tuyển trong sự ngỡ ngàng của chính bản thân mình. Rời miền quê Quan họ, Xuân Hinh lên Hà Nội theo đuổi đam mê thứ hai và học cùng lớp với NSND Quốc Trượng, NSND Hồng Ngát,... Sau này, cả ba người sau này đều là những nghệ sĩ chèo nổi tiếng hàng đầu của Việt Nam. 
Tốt nghiệp đại học, ông được giữ lại trường làm giảng viên. Sau khoảng một năm tham gia giảng dạy, việc chỉ đứng trên giảng đường đại học đã không giữ chân được người nghệ sĩ trẻ. Ông viết đơn xin nghỉ dạy và chuyển về Nhà hát Chèo Hà Nội.
Xuân Hinh từng chia sẻ rằng NSND Mạnh Tuấn, Đạo diễn Doãn Hoàng Giang và Đạo diễn Lê Hùng là 3 người thầy, người anh quan trọng trong sự nghiệp theo đuổi nghệ thuật của ông.
Nếu NSND Mạnh Tuấn là người truyền và dạy cho Xuân Hinh những vai hề chèo thì đạo diễn Doãn Hoàng Giang lại là người viết những kịch bản, sửa cho anh cách diễn cách hát trong nhiều tiểu phẩm hài. Còn đạo diễn Lê Hùng giúp cho anh có được những tác phẩm gây sự chú ý với công chúng.
Việc ông và NSND Quốc Trượng cùng theo học chèo của thầy Mạnh Tuấn cũng được Quốc Trượng kể lại vào năm 2023 như sau:
Ngày đó, trong trường không dạy cách diễn hề, tôi và anh Xuân Hinh đã tiết kiệm tiền buôn bán để theo học riêng với NSND Mạnh Tuấn. Thầy Tuấn đã dạy chúng tôi làm hề cu Sứt, hề chanh, hề chóp, hề bột, hề hát rong, hề leo… Trong sân khấu chèo, vai hề mang đến sự lạc quan, tiếng cười cho khán giả.
Năm 1988, Xuân Hinh tham gia diễn tiết mục nổi tiếng hề Cu Sứt trong Festival Cười, biểu diễn gần 2 tháng tại Cung Văn hóa Hữu nghị Việt - Xô, được khán giả nồng nhiệt khen ngợi.
Năm 2016, lần đầu tiên Xuân Hinh kỷ niệm 40 năm làm nghề bằng liveshow lớn trong đời “Xuân Hinh - Kẻ chọc cười dân dã”.
Ngoài diễn xuất, ông cũng đam mê lưu giữ, sưu tầm, nghiên cứu, thể nghiệm và phát triển nghệ thuật dân tộc: Chầu Văn, chèo cổ, quan họ, Xẩm, hề chèo truyền thống và các tác phẩm hài hiện đại...
Năm 2025, Xuân Hinh lại gây sốt cho khán giả cả nước với màn đọc rap trong MV Bắc Bling với những giai điệu và ca từ khá bắt tai. Ngay từ đầu MV, nghệ sĩ quê quan họ diện áo dài, đội khăn xếp, đeo kính đen, đọc rap kết hợp nhún nhảy nhưng vẫn giữ nguyên những luyến láy đặc trưng cho dù ông đã ở độ tuổi ngoài 60. Đây là một MV của Hòa Minzy phối hợp cùng với Xuân Hinh, Masew và Tuấn Cry nhằm quảng bá văn hóa và con người Bắc Ninh. MV đã nhận được rất nhiều lời đánh giá tích cực từ khán giả và giới phê bình khi kết hợp khéo léo giữa âm nhạc hiện đại với các yếu tố truyền thống của vùng quê Kinh Bắc. Chính vì nhận được sự đón nhận nồng nhiệt của khán giả nên cũng dễ hiểu khi MV nhanh chóng leo lên Top 1 Trending YouTube tại Việt Nam và tạo ra hàng loạt bản cover của MV được đăng tải trên khắp các nền tảng mạng xã hội.

## Gia đình
Ông có vợ là bà Nguyễn Phương Lan, người Hà Nội, quen nhau từ năm 1993 rồi cưới đầu năm 1995. Trước đó, bà làm kế toán, kết hôn xong, bà nghỉ việc kế toán, ở nhà làm nội trợ quán xuyến gia đình.
Vào cuối năm 1995, vợ ông sinh con gái đầu lòng tên Bảo Linh (có học bổng du học Mỹ từ năm lớp 11). Hiện con gái của ông đã kết hôn. Con trai thứ 2 tên là Xuân Quang. Hai con của ông học rất giỏi.
Ông có em trai tên Xuân Nghĩa, hiện là nghệ sĩ chèo thuộc Nhà hát Chèo Quân đội, mang hàm Trung tá, song lại lận đận trong tình yêu và hôn nhân, khác với ông là có cuộc sống hôn nhân hạnh phúc.

## Đánh giá
"Tôi hay nói đùa, bảo anh ấy là “của quý” của làng nghệ thuật, là nghệ nhân, là người rất hiếm nên tôi hay xui anh ấy làm liveshow."
"Ôi lão Hinh là lão có duyên! Duyên cực kỳ, tôi hâm mộ ông ấy lắm. Sao mà giời lại sinh ra ông ý duyên đến thế cơ chứ! Ông ý diễn là tôi phải xem. Trong những lần đi diễn dài ngày cùng anh ấy, vở nào không đóng chung thì tôi ngồi cánh gà xem từ đầu tới cuối, vừa để xả stress, vừa học hỏi thêm."
"Khán giả trong miền Nam chưa được tiếp xúc nhiều với anh Xuân Hinh nhiều nhưng nếu xét về vị trí thì trong Nam có Hoài Linh, ngoài Bắc có Xuân Hinh. Anh Xuân Hinh đi đến đâu là mọi người điên rồ đến đấy."
— NSND Hồng Vân —
"Cá nhân anh Hinh có duyên và có phúc lớn mà tổ nghiệp cho anh ấy. Duyên của Thanh Thanh Hiền và Xuân Hinh thì chắc phải tu nhiều kiếp rồi, kiếp này mới được gặp nhau."
"Tôi thường nhường anh Hinh khi diễn chung. Đóng với tôi, anh thích làm gì cũng được, tôi sẽ lựa theo anh mà diễn. Tôi nghĩ cái hay của nghề sân khấu là có thể ghìm cái 'tôi' của mình xuống để đồng nghiệp tỏa sáng"
"Anh Hinh là người nhanh nhạy trong mọi tình huống, cái sự nhanh nhạy đấy cộng với cái “già dơ” trên sân khấu sẽ làm khó cho rất nhiều nghệ sĩ diễn cùng."
— NSƯT Thanh Thanh Hiền —
"Anh Xuân Hinh đúng là có duyên trời phú. Tôi cũng không lý giải được, anh ấy duyên lắm, từ lúc ngồi bàn kịch bản, lên sân khấu, ăn uống… Anh ấy luôn cho mọi người cảm giác tin cậy"
"Nếu các anh chị làm việc với anh Xuân Hinh rồi sẽ thấy anh ấy không dễ. Khi viết kịch bản cho anh mà không nhiều, không hay anh ý kiến ngay.
Thông thường các diễn viên muốn để thoại ngắn để dễ thuộc lời nhưng anh Xuân Hinh thì dài nguyên trang A4. Ra sân khấu anh chọc người này, người kia rồi mới diễn với chị Thanh Thanh Hiền. Để làm việc với anh Xuân Hinh thì tôi có cảm giác chị Thanh Thanh Hiền phải biết… nhịn. Cũng như đội bóng có ngôi sao, đó cũng là điều may mắn, vở kịch có anh Xuân Hinh thì chúng tôi rất yên tâm".
— "Giáo sư Xoay" - Đinh Tiến Dũng—
"Chính anh Xuân Hinh là nghệ sĩ đàn anh đầu tiên đưa tôi vào đời đi diễn show hài. Ngày xưa, không hiểu anh Xuân Hinh có thông tin từ đâu mà lại biết có một thằng cu tên là Xuân Bắc. Hồi đó tôi chưa có tên tuổi gì, chưa là một ai cả. Anh ấy cho tôi được học hỏi nhiều, anh ấy trân trọng tôi, đánh giá cao tôi, khiến tôi cảm phục."
"Tôi vốn là một người hâm mộ Xuân Hinh từ xưa, từ hồi tôi chưa biết gì tới nghệ thuật thì anh ấy đã là một nghệ sĩ chèo nổi tiếng rồi. Đó là về cảm xúc của người đi sau.
Thứ hai, anh Xuân Hinh là một nghệ sĩ rất tài năng. Cái năng khiếu, bản năng, sức hút của anh ấy trên sân khấu rất lớn. Anh ấy được mọi người yêu mến, được khán giả yêu thích.
Trong cuộc sống, tôi đã gặp nhiều nghệ sĩ làm việc rất nghiêm túc và cẩn thận nhưng Xuân Hinh là một trong những nghệ sĩ nghiêm túc nhất, cẩn thận nhất, cầu toàn nhất mà tôi biết. Khi làm với anh Xuân Hinh, thú thực những người trẻ như tôi được nhiều cái lợi: Được học tập nhiều hơn, trau dồi nhiều hơn."
— NSND Xuân Bắc —
"Anh Xuân Hinh là một người cực kỳ giỏi, có thể nói là diễn duyên hàng đầu Việt Nam, một mình anh cũng có thể làm sáng rực sân khấu mà không một diễn viên hài nào có thể bì kịp". — NSƯT Chí Trung —
"Anh Xuân Hinh có một cái hay kinh khủng không ai có được. Tất cả những nghệ sĩ ngoài Bắc mỗi lần ở gần anh đều không thể phân biệt được, đâu là diễn, đâu là thật. Tức là với anh Xuân Hinh, việc diễn trên sân khấu và nói chuyện bình thường là như nhau."
"Nghệ sĩ ngoài Bắc chúng tôi, ai diễn với anh Xuân Hinh cũng đều sợ, chỉ có chị Hồng Vân và Thanh Thanh Hiền là theo được, còn chúng tôi chịu. Mỗi lần diễn, phải múa theo đội hình, anh ấy cứ múa theo kiểu riêng của anh ấy, ai theo được thì theo, thằng nào rớt thì kệ, tao cứ đi. Anh sinh ra trên đất quan họ, bước chân ra cũng từ đoàn quan họ nên hát được rất nhiều làn điệu dân ca khác nhau, từ quan họ tới chèo, chầu văn".
— NSND Tự Long —
"Ngoài đời, anh Hinh chân tình, biết quan tâm, hào phóng với bạn bè, đồng nghiệp. Không bao giờ có sự phân biệt cấp bậc, thứ hạng với anh em nghệ sĩ. Nhiều lần đi diễn, anh sẵn sàng bỏ tiền túi vài triệu để mời anh em trong đoàn ăn uống."
— Diễn viên Hiệp Vịt —
“Thời kỳ Xuân Hinh thống trị làng hài vì hài ít, Xuân Hinh lại có giọng chèo hợp thời nhưng tôi cũng khẳng định 1 câu xanh rờn, yếu tố để Xuân Hinh có chỗ đứng đến ngày hôm nay đó là cái duyên. Xuân Hinh cực kỳ có duyên."
"Mỗi nghệ sĩ có chất hài khác nhau, có cái duyên riêng. Đó là cái duyên trời phú, duyên đó không luyện tập hay “tỏ ra” mà được, cũng không ai cho được mà chỉ có trời cho. Mà trời phú thì không phải ai cũng có. Duyên hài Xuân Hinh thì miễn bàn."
"Xuân Hinh có duyên lắm. Kể cả cuộc nói chuyện rất bình thường cũng khiến ta cười bò lăn. Năm tháng đứng hay đổ là nhờ cái duyên ấy. Trong sân khấu hài, tất cả các loại hài, kể cả cho đến giờ, các nghệ sĩ hài trẻ nhiều vô kể nhưng để thích ứng với xu hướng đều kém Xuân Hinh."
“Với nghệ sĩ nào tôi không biết nhưng riêng Xuân Hinh không bao giờ có sự lãng quên hay thụt lùi. Xuân Hinh vốn sinh ra không phải để phai nhạt. Chỉ có là không rầm rộ hẳn như ngày xưa nhưng rộ đều đều. Biết đâu dăm mười năm nữa cậu ấy lại trở lại rầm rộ trở lại thì sao?
Điều này không phải không có cơ sở. Tôi ví dụ: Cách đây mấy năm, một chương trình kỷ niệm 15 năm “Gặp nhau cuối tuần”. Suốt 15 năm ấy, Xuân Hinh không tham gia một số nào của chương trình này. Nhưng show kỷ niệm, đạo diễn Khải Hưng mời Xuân Hinh tham gia một tiểu phẩm, đó chính là “Người ngựa ngựa người”. Nét duyên trời phú cộng một kịch bản cực hay và đạo diễn cực giỏi - Lê Hùng khỏi phải bàn cãi sự thành công như thế nào. Và Xuân Hinh vẫn oách nhất, vẫn chứng tỏ được vị trí số 1.
Nghệ sĩ có tầm, có tên tuổi, có sự độc đáo, duyên nghề thì dù có bẵng đi 10 năm im ắng thì năm thứ 11 xuất hiện trở lại vẫn nổi như thường. Đó chính là Xuân Hinh!".
"Quốc Anh từng diễn với rất nhiều người nhưng có “cạ diễn” ăn ý nhất với tôi là Xuân Hinh. Bởi chúng tôi có nhiều nét tương đồng: cùng xuất phát là nghệ sĩ chèo; cùng chung những quan điểm về nghiệp diễn, chúng tôi thường xuyên trao đổi, học hỏi lẫn nhau... Ở Xuân Hinh tôi học được chất hài dí dỏm nhưng thâm thuý, mới xem thì tủm tỉm cười nhưng xem lại, nghĩ lại mới thấy đa nghĩa, đa chiều đến độ nào".
"Nhiều người cứ nói rằng Xuân Hinh bậy nhưng bản thân tôi thấy cậu ấy có cái duyên riêng của mình. Có thể trong một thời điểm nào đó, hay một chương trình nào đó người nghệ sĩ vướng chút sạn nên người này cho là thế này, người khác cho là thế kia nhưng thực ra phải xét đến tính nhân bản trong cả tác phẩm thì mới hiểu được tiếng cười ấy sâu sắc, thâm thuý đến mức nào".
— NSND Quốc Anh —
"Có làm việc với Xuân Hinh mới thấy, anh có sức hút thế nào với khán giả nông thôn. Năm nào mời Xuân Hinh là năm đó chúng tôi "vất vả" lo giữ trật tự khán giả. Có người còn nghỉ làm đồng để ra xem Xuân Hinh diễn".
"Xuân Hinh có một cái vừa là điểm mạnh, nhưng cũng vừa dở là cách diễn của anh chỉ một mình một kiểu nên rất khó kết hợp với bạn diễn. Phải là những người rất ăn ý, diễn với nhau nhiều thì mới không bị anh lấn át. Thế nên khi mời anh Xuân Hinh, kịch bản phải là viết riêng cho anh ấy thì mới được".
— Đạo diễn Phạm Đông Hồng —
"Nếu có giống anh Xuân Hinh, tôi cũng thấy tự hào. Vì anh ấy được coi là tượng đài của các danh hài”.
"Anh Xuân Hinh có một cái duyên mà không phải ai cũng có. Cả nghệ sĩ miền Bắc đều công nhận tài năng của anh Xuân Hinh. Tôi đố ai nói được câu: Cái gì nó nổ ấy nhỉ, theo cách của anh Xuân Hinh đấy? Cái duyên đó là do tổ đãi. Chúng tôi là đàn em nên rất kính trọng và nể phục anh ấy. Kính trọng và hơi sợ một người đàn anh có tính cách nghệ sĩ và rất có tâm".
— Nghệ sĩ Vượng Râu —
“Xuân Hinh là một viên ngọc quý của sân khấu truyền thống mà khó có thể tìm được một viên tương tự trong tương lai gần”
— Đạo diễn Phạm Hoàng Nam —
"Anh Xuân Hinh là anh trai tôi, trong nhà tôi là con út, chúng tôi là anh em với nhau, ai đau thì người đó thương.
Trong nhà vẫn có chuyện em sai, anh chỉ bảo. Dù hơn 40 tuổi, tôi vẫn là đàn em, với các anh tôi vẫn chưa trưởng thành, vẫn phải nghe lời các anh. Nếu không có anh Xuân Hinh, không có Xuân Nghĩa ngày hôm nay. Có những lúc anh Hinh mắng, tôi phải chịu. Anh như một người cha của tôi".
— Xuân Nghĩa —

## Tác phẩm
Xuân Hinh đã diễn thành công trong nhiều tác phẩm như:

### Hiện đại
| Tên tiểu phẩm                                   | Kết hợp cùng | Chương trình/Phim                                                          |
| ----------------------------------------------- | --- | -------------------------------------------------------------------------- |
| Người ngựa, ngựa người 1                        | Thanh Thanh Hiền | Lễ trao giải Gala cười 2004 Xuân Hinh 2009 Xuân Hinh - kẻ chọc cười dân dã |
| Xuân Hinh Người ngựa, ngựa người 2              | Thanh Thanh Hiền | Xuân Hinh hè 2010                                                          |
| Xuân Hinh Người ngựa, ngựa người 3              | Thanh Thanh Hiền, Hồng Vân                                                                                                | Hài Tết Xuân Hinh 2011                                                     |
| Xuân Hinh đi hát karaoke                        | Thu Hằng, Xuân Nghĩa | Xuân Hinh 2000                                                             |
| Xuân Hinh đi hỏi vợ                             | Thanh Thanh Hiền | Xuân Hinh 2000                                                             |
| Xuân Hinh đi khám bệnh                          | Thanh Thanh Hiền | Tiếng cười Xuân Hinh 3: Thầy đồ dạy học                                    |
| Ối giời ơi đời                                  | Hồng Vân, Quang Thắng, Vân Dung, Xuân Nghĩa, ca sĩ Bằng Kiều, Thu Huyền, Hoài Thu                                         | Xuân Hinh - kẻ chọc cười dân dã                                            |
| Xuân Hinh đi tuyển diễn viên                    | Minh Hoà | Xuân Hinh 2002                                                             |
| Xuân Hinh dạy con ra tỉnh                       | Lan Phương | Xuân Hinh 98                                                               |
| Xuân Hinh luyện thi hoa hậu                     | Thanh Thanh Hiền | Xuân Hinh 98                                                               |
| Chồng rượu vợ đề                                | Thanh Ngoan | Tiếng cười Xuân Hinh: "Chồng rượu vợ đề" (1996)                            |
| Yểu điệu thục nữ                                | Thanh Ngoan, Thu Hằng | Xuân Hinh 2003                                                             |
| Bù nhìn rơm                                     | Thanh Thanh Hiền, Trung Anh                                                                                               | Hài Tết Xuân Hinh 2011                                                     |
| Chiếc gương của giời                            | Hồng Vân, Thanh Nhàn, Tự Do, NSND Tiến Đạt                                                                                | Xuân Hinh 2013                                                             |
| Hàm răng của ai?                                | Hồng Vân, Trà My, Diễm Hương, Khánh Ly, Nguyễn Tiến Ngọc                                                                  | Tết để yêu thương (2014)                                                   |
| Đại gia ngày hôm qua                            | Mạnh Dũng (Dũng "hớn"), Quốc Khánh,                                                                                       | Xuân Hinh 2015                                                             |
| Con hư tại bố                                   | Vân Dung | Xuân Hinh 2013                                                             |
| Ăn vạ                                           | NSƯT Quốc Anh, Kim Oanh, NSND Minh Hằng, Bình Trọng, Quang Thắng, NSƯT Hoài Linh                                          | Xuân Hinh 2007                                                             |
| Chợ người xe ôm                                 | NSƯT Quốc Anh | VTV3 Dành cho người hâm mộ                                                 |
| Xuân Hinh - Thanh Thanh Hiền chung sức nuôi con | Thanh Thanh Hiền | Xuân Hinh 2010                                                             |
| 1 ngày ở trần gian                              | Hoài Linh, Công Lý, NSND Tiến Đạt, Bình Trọng, Kim Xuyến, Kim Bình, Lan Minh, Toàn Phương, Hồng Chương, Thùy Linh, Thu Hà | Xuân Hinh 2007                                                             |
| Lý Toét xử kiện                                 | Hồng Vân, diễn viên quần chúng                                                                                            | Xuân Hinh 2009                                                             |
| Tìm vợ mất tích                                 | Hồng Vân, Trang Nhung, Quốc Trị, Thanh Tú                                                                                 | Xuân Hinh 2013                                                             |
| Xuân Hinh thua World Cup                        | Hồng Vân, Quốc Khánh | Xuân Hinh hè 2010                                                          |
| Chuyện hàng xóm                                 | Minh Vượng | Xuân Hinh 2003                                                             |
| Vợ chồng ông chài                               | Hồng Vân | Xuân Hinh 2003                                                             |
| Mất cái ví                                      | Minh Vượng, Hồng Vân | Khách mời cuộc sống                                                        |
| Người lịch sự                                   | Quang Thắng, Xuân Nghĩa                                                                                                   | Xuân Hinh 2008                                                             |
| Kiếp con tằm                                    | Vân Dung | Xuân Hinh 2008                                                             |
| Thị Hến kén chồng                               | Thanh Thanh Hiền, Minh Nguyệt, Phùng Tiến Minh, Phú Đôn, Hồng Quân, Văn Hùng                                              | Xuân Hinh kén chồng (2012)                                                 |
| Bắt đền đại gia                                 | Thanh Thanh Hiền, Xuân Nghĩa, Quốc Hùng                                                                                   | Xuân Hinh kén chồng (2012)                                                 |
| Chuyện tình vườn chuối                          | Thanh Thanh Hiền | Xuân Hinh 2015                                                             |

### Hề chèo
- Xuân Hinh hề cu sứt
- Xuân Hinh hề gậy theo thầy
- Xuân Hinh Từ Thức gặp tiên
- Xuân Hinh hề mồi
- Xuân Hinh thầy bói đi chợ
- Xuân Hinh bói ông bói bà
- Xuân Hinh phù thủy sợ ma
- Xuân Hinh thầy đồ dạy học
- Xuân Hinh ông tơ bà nguyệt
- Xuân Hinh vợ chồng quán
- Xuân Hinh Thị Mầu lên chùa
- Xuân Hinh Xã trưởng Mẹ Đốp
- Xuân Hinh đứa con cầu tự
- Xuân Hinh Xà Xẻo Xá
- Xuân Hinh hề chèo ăn Tết
- Xuân Hinh hề đơm đó
- Xuân Hinh bà chúa con cua
- Xuân Hinh anh nô
- Xuân Hinh chơi trống bỏi
- Xuân Hinh Tùng lò gạch
- Xuân Hinh việc làng (trong Quan Âm Thị Kính)
- Xuân Hinh các tính cách điển hình của nghệ thuật Chèo

### Xuân Phát Tài
| Số               | Tác phẩm                      | Vai diễn        | Tác giả        | Diễn chung                                          |
| ---------------- | ----------------------------- | --------------- | -------------- | --------------------------------------------------- |
| Xuân Phát Tài 3  | Chuyện Tình Lan Và Điệp       | Điệp            | Đinh Tiến Dũng | Thanh Thanh Hiền, Phú Kiên                          |
| Xuân Phát Tài 4  | Gái Ngoan Làm Quan Thay Chồng | xã trưởng xã Bò | Thế Ngữ        | Hồng Vân, Thanh Thanh Hiền, Xuân Nghĩa              |
| Xuân Phát Tài 5  | Rể Nội, Rể Ngoại              | ông bố          | Đinh Tiến Dũng | Thanh Thanh Hiền, Quang Thắng                       |
| Xuân Phát Tài 6  | Nhà Trọ Của Hinh              | ông Hinh        | Đinh Tiến Dũng | Thanh Thanh Hiền, Quang Thắng, Diễm Hương           |
| Xuân Phát Tài 7  | Thuê Chồng Cho Mẹ             | ông Công        | Đinh Tiến Dũng | Hồng Vân, Thanh Thanh Hiền, Thái Sơn                |
| Xuân Phát Tài 8  | Quán Đợi Chờ                  | ông Cối         | Đinh Tiến Dũng | Thanh Thanh Hiền, Quang Thắng, Thái Sơn             |
| Xuân Phát Tài 9  | Nội Ơi                        | ông Hinh        | Đinh Tiến Dũng | Hồng Vân, Thanh Thanh Hiền, Trung Ruồi              |
| Xuân Phát Tài 10 | Môn Đăng Hộ Đối               | ông Hinh        | Đinh Tiến Dũng | Thanh Thanh Hiền, Quang Thắng, Vân Dung, Trung Ruồi |

### Truyền hình
| Năm  | Chương trình       | Vai diễn/Tiết mục  | Diễn chung       | Chú thích |
| ---- | ------------------ | ------------------ | ---------------- | --------- |
| 2017 | Gala Cười          | Ông Tơ             |                  |           |
| 2020 | Gặp nhau cuối năm  | Chí Phèo           |                  |           |
| 2021 | Ký ức vui vẻ       | Cô Đôi Thượng Ngàn |                  | [ 11 ]    |
| 2025 | Cuộc hẹn cuối tuần | Tình nhỏ mau quên  | Thanh Thanh Hiền | [ 12 ]    |
| 2025 | Cuộc hẹn cuối tuần | Thị Nở-Chí Phèo    |                  | [ 12 ]    |

## Hát văn
- Văn thỉnh tam tòa Thánh Mẫu
- Quan Đệ Tam
- Quan Đệ Ngũ
- Chầu Đệ Nhị
- Chầu Đệ Tam
- Chầu Đệ Ngũ
- Chầu Sáu Lục Cung
- Chầu Mười Đồng Mỏ
- Chầu Bé Bắc Lệ
- Ông Hoàng Bơ
- Ông Hoàng Bảy
- Ông Hoàng Mười
- Cô Đôi Thượng Ngàn
- Cô Đôi Cam Đường
- Cô Bơ
- Cô Sáu
- Cô Chín
- Cô Bé
- Cậu Bé Hoàng
- Dâng văn chầu tổ
- Ngồi buồn nhớ mẹ ta xưa

## Video ca nhạc
| Tên nhạc phẩm          | Chương trình                                  | Hợp tác                    | Ghi chú                      |
| ---------------------- | --------------------------------------------- | -------------------------- | ---------------------------- |
| Cò lả                  | Hề chèo Xuân Hinh (1996)                      | Thanh Thanh Hiền           |                              |
| Lý giao duyên          | Tiếng cười Xuân Hinh - Danh hài Hà Nội (1996) | Thanh Thanh Hiền           |                              |
| Về Quê                 | Xuân Hinh 98                                  | Solo                       |                              |
| Xẩm "Mục họa vô nhân"  | Tiếng cười Xuân Hinh - Danh hài Hà Nội (1996) | Solo                       |                              |
| Thân Lươn (quan họ cổ) | Tiếng cười Xuân Hinh - Danh hài Hà Nội (1996) | Solo                       |                              |
| Em đi Chùa Hương       | Xuân Hinh 98                                  | Solo                       |                              |
| Tình Nhỏ Mau Quên      | Xuân Hinh 98                                  | Thanh Thanh Hiền           |                              |
| Chân Quê               | Xuân Hinh 2000                                | Thu Hà (phụ diễn)          |                              |
| Qua cầu gió bay        | Xuân Hinh 2000                                | Thu Huyền                  |                              |
| Nhớ về hội Lim         | Xuân Hinh 2003                                | Thanh Thanh Hiền           |                              |
| Mừng tuổi Mẹ           | Xuân Hinh 2008                                | Solo                       |                              |
| Nhớ đêm giã bạn        | Xuân Hinh 2008                                | Thanh Thanh Hiền           |                              |
| Câu chuyện đầu năm     | Xuân Hinh 2010                                | Thanh Thanh Hiền           |                              |
| Duyên Tình             | Tết để yêu thương (2014)                      | Thanh Thanh Hiền           |                              |
| Nỗi niềm Thị Nở        | Tết để yêu thương (2014)                      | Tú Linh (phụ diễn)         | Nỗi Niềm Thị Nở trên YouTube |
| Duyên Quê              | Phát hành online                              | Đinh Hiền Anh, Trần Nghĩa  | Duyên Quê trên YouTube       |
| Ơn Cha                 | Phát hành online                              | Solo                       | Ơn Cha trên YouTube          |
| Bắc Bling (Bắc Ninh)   | Phát hành online                              | Hòa Minzy, Masew, Tuấn Cry | Bắc Bling trên YouTube       |

## Sản phẩm băng đĩa
| Tên chương trình                         | Năm sản xuất | Đơn vị thực hiện                                                                          | Định dạng          |
| ---------------------------------------- | ------------ | ----------------------------------------------------------------------------------------- | ------------------ |
| Danh hề Xuân Hinh I                      | 1993         | Hồ Gươm Audio - Video                                                                     | VHS, Cassette      |
| Danh hề Xuân Hinh II                     | 1994         | Hồ Gươm Audio - Video                                                                     | VHS, Cassette      |
| Hề chèo Xuân Hinh                        | 1996         | Hồ Gươm Audio - Video                                                                     | VHS                |
| Tiếng cười Xuân Hinh 3: Thầy đồ dạy học  | 1996         | Sài Gòn Audio - Hãng phim Bông Sen Công Ty Nghe Nhìn Hà Nội - Trung tâm Băng nhạc Hoa Sữa | VHS, Cassette      |
| Tiếng cười Xuân Hinh - Danh hài Hà Nội   | 1996         | Sài Gòn Audio - Hãng phim Bông Sen                                                        | VHS, VCD, Cassette |
| Tiếng cười Xuân Hinh: "Chồng rượu vợ đề" | 1997         | Sài Gòn Audio - Hãng phim Bông Sen                                                        | VHS, VCD           |
| Xuân Hinh 98                             | 1998         | Công Ty Nghe Nhìn Hà Nội - Trung tâm Băng nhạc Hoa Sữa                                    | VHS, Cassette      |
| Xuân Hinh 2000                           | 1999         | Công Ty Nghe Nhìn Hà Nội - Trung tâm Băng nhạc Hoa Sữa                                    | VHS, VCD           |
| Xuân Hinh 2003                           | 2003         | Công ty cổ phần giải trí & truyền thông Việt Nam - VEC                                    | VCD                |
| Phim hài: "Thầy dởm"                     | 2005         | Hồ Gươm Audio - Video                                                                     | VCD, DVD           |
| Phim hài "Lên voi..."                    | 2006         | Công ty cổ phần Nghe nhìn Thăng Long                                                      | VCD, DVD           |
| Ca nhạc - Hài "Cưới vợ trên xe"          | 2006         | Công ty cổ phần Nghe nhìn Thăng Long                                                      | VCD                |
| Xuân Hinh 2007                           | 2007         | Công ty cổ phần Nghe nhìn Thăng Long                                                      | VCD, DVD           |
| Phim hài "Doanh nhân Bờm"                | 2008         | Hãng phim Thế giới mới                                                                    | VCD, DVD           |
| Xuân Hinh 2008                           | 2008         | Công ty cổ phần Nghe nhìn Thăng Long                                                      | VCD, DVD           |
| Xuân Hinh 2009                           | 2009         | Công ty cổ phần Nghe nhìn Thăng Long                                                      | VCD, DVD           |
| Xuân Hinh 2010                           | 2010         | Công ty cổ phần Nghệ thuật Giải trí Hoa Dương                                             | VCD, DVD           |
| Xuân Hinh hè 2010                        | 2010         | Tứ Vân Media                                                                              | VCD, DVD           |
| Hài Tết Xuân Hinh 2011                   | 2011         | Tứ Vân Media                                                                              | VCD, DVD           |
| Hề chèo Xuân Hinh hè 2011                | 2011         | Tứ Vân Media                                                                              | VCD, DVD           |
| Xuân Hinh Kén Chồng                      | 2012         | Công ty cổ phần Nghe nhìn Thăng Long                                                      | VCD, DVD           |
| Xuân Hinh 2013                           | 2013         | Công ty cổ phần Nghe nhìn Thăng Long                                                      | VCD, DVD           |
| Xuân Hinh: "Tết để yêu thương"           | 2014         | Công ty cổ phần Nghe nhìn Thăng Long                                                      | VCD, DVD           |
| Xuân Hinh 2015                           | 2015         | Tứ Vân Media                                                                              | VCD, DVD           |
| Xuân Hinh hát văn tuyển chọn             | 2001         | Công ty Nghe nhìn Hà Nội - Trung tâm băng nhạc Hoa Sữa                                    | Audio CD           |
| Xuân Hinh với văn ca Thánh Mẫu           | 2008, 2015   | Công ty cổ phần Nghe nhìn Thăng Long                                                      | CD, DVD            |